# Canton de Penne-d'Agenais
Le canton de Penne-d'Agenais est une ancienne division administrative française située dans le département de Lot-et-Garonne, en région Aquitaine.

## Géographie
Ce canton était organisé autour de Penne-d'Agenais dans l'arrondissement de Villeneuve-sur-Lot. Son altitude variait de 52 m (Saint-Sylvestre-sur-Lot) à 234 m (Massoulès) pour une altitude moyenne de 145 m.

## Communes
Le canton de Penne-d'Agenais comprenait dix communes.
| Nom                     | Code Insee | Intercommunalité         | Superficie (km2) | Population (dernière pop. légale) | Densité (hab./km2) |
| ----------------------- | ---------- | ------------------------ | ---------------- | --------------------------------- | ------------------ |
| Auradou                 | 47017      | CC Fumel Vallée du Lot   | 11,17            | 382 (2014)                        | 34                 |
| Dausse                  | 47079      | CC Fumel Vallée du Lot   | 6,94             | 500 (2014)                        | 72                 |
| Frespech                | 47105      | CC Fumel Vallée du Lot   | 11,70            | 305 (2014)                        | 26                 |
| Hautefage-la-Tour       | 47117      | CA du Grand Villeneuvois | 20,75            | 885 (2014)                        | 43                 |
| Massels                 | 47161      | CC Fumel Vallée du Lot   | 6,17             | 111 (2014)                        | 18                 |
| Massoulès               | 47162      | CC Fumel Vallée du Lot   | 7,86             | 198 (2014)                        | 25                 |
| Penne-d'Agenais         | 47203      | CC Fumel Vallée du Lot   | 46,71            | 2 342 (2014)                      | 50                 |
| Saint-Sylvestre-sur-Lot | 47280      | CC Fumel Vallée du Lot   | 21,27            | 2 296 (2014)                      | 108                |
| Trémons                 | 47314      | CC Fumel Vallée du Lot   | 13,49            | 390 (2014)                        | 29                 |
| Trentels                | 47315      | CC Fumel Vallée du Lot   | 19,47            | 812 (2014)                        | 42                 |

À la suite du redécoupage cantonal de 2014, Penne-d'Agenais est le chef-lieu du nouveau canton du Pays de Serres.

## Démographie
| 1962  | 1968  | 1975  | 1982  | 1990  | 1999  | 2006  | 2011  | 2012  |
| ----- | ----- | ----- | ----- | ----- | ----- | ----- | ----- | ----- |
| 6 014 | 6 214 | 6 290 | 6 808 | 7 404 | 7 440 | 7 943 | 8 165 | 8 163 |

## Administration

### Conseillers généraux de 1833 à 2015
| Période | Période      | Identité                                  | Étiquette    | Qualité |
| ------- | ------------ | ----------------------------------------- | ------------ | --- |
| 1833    | 1848         | Jean Anselme René Souilhagon de Bruet     |              | Capitaine retraité à Puycalvary Maire de Dausse (1834-1840 ; 1848-1852) |
| 1848    | 1852         | Gaspard Dubruel                           |              | Agent de change à Villeneuve-sur-Lot |
| 1852    | 1871         | Pierre Joseph Pagua                       |              | Propriétaire, ancien notaire à Penne |
| 1871    | 1890 (décès) | Edouard Laporte de la Cuée                |              | Propriétaire à Hautefage-la-Tour |
| 1890    | 1895 (décès) | Louis Charbalié                           | Républicain  | Chef du secrétariat particulier de Joseph Chaumié (Ministre de l'Instruction Publique)                                                                                        |
| 1895    | 1931 (décès) | Louis Alban Charbalié (fils du précédent) | Républicain  | Chef du secrétariat particulier de Georges Leygues puis percepteur à Orléans Maire de Saint-Sylvestre (1895-1902)                                                             |
| 1931    | 1940 (décès) | Robert de La Myre-Mory                    | RG           | Propriétaire à Cadiès, Villeneuve-sur-Lot Député (1933-1940) |
|         |              |                                           |              | |
| 1945    | 1976         | Jacques Bordeneuve                        | Rad puis MRG | Avocat Sénateur (1959-1967 et 1974-1981), député (1967-1968) Secrétaire d'État (1956-1957), ministre de l’Éducation nationale (1958) Président du Conseil Général (1960-1976) |
| 1976    | 1982         | Marcel Garrouste                          | PS           | Directeur d'hôpital Député (1978-1986 et 1988-1993) Maire de Penne-d'Agenais                                                                                                  |
| 1982    | 2001         | René Lalbat (1924-2009)                   | UDF          | Fonctionnaire à la DDE Maire de Penne-d'Agenais puis maire de Saint-Sylvestre-sur-Lot (1977-2001)                                                                             |
| 2001    | 2015         | Jean-Pierre Lorenzon                      | PR-UDI       | Juriste fiscaliste Maire de Saint-Sylvestre-sur-Lot (2001-2014) |

### Conseillers d'arrondissement (de 1833 à 1940)
| Période                                  | Période | Identité            | Étiquette                        | Qualité |
| ---------------------------------------- | ------- | ------------------- | -------------------------------- | --- |
| 1833                                     | 1848    | Antoine Metge       |                                  | Maire de Penne (1830-1848)                                                                                  |
|                                          |         |                     |                                  | |
| 1883                                     | 1895    | Antoine Delmouly    | Républicain                      | Maire de Saint-Sylvestre-sur-Lot (1881-1895)                                                                |
| 1895                                     | 1901    | Isidore Aubry       |                                  | |
| 1901                                     |         | M. Roques           | Républicain ministériel          | |
|                                          |         |                     |                                  | |
| 1919                                     | 1931    | André Grenier       | Union et discipline républicaine | Vétérinaire à Penne                                                                                         |
| 1931                                     | 1937    | Jean-Albert Fialdès | Radical                          | Limonadier à Penne                                                                                          |
| 1937                                     | 1940    | M. Poussou          | RG                               | |
| 1940                                     |         |                     |                                  | Les conseils d'arrondissement ont été suspendus par la loi du 12 octobre 1940 et n'ont jamais été réactivés |
| Les données manquantes sont à compléter. |         |                     |                                  | |